# Geschichte der deutschen Höfe seit der Reformation
La Geschichte der deutschen Höfe seit der Reformation es una obra escrita por Eduard Vehse, publicada en Hamburgo entre 1851 y 1858 sobre las cortes reales y principescas alemanas desde la Reforma protestante hasta mediados del siglo XIX.

## Historia
La obra fue publicándose por Hoffman y Campe en Hamburgo desde 1851 hasta 1858. La publicación se produjo después de la época conocida como Vormärz, comprendida entre 1815 y 1848. En este último año se produjeron en algunos países europeos, incluyendo Alemania, revoluciones que cambiaron el concepto sobre la publicidad de las cortes coincidiendo con el período en que se publicó la obra.
La publicación de la obra conllevaría algunos episodios judiciales y de censura:
- Fue prohibida en el reino de Sajonia en 1858.

- Su autor fue condenado a seis meses de prisión en enero de 1856, por haber llamado Príncipe Schnaps al duque Guillermo de Mecklemburgo.

La obra es considerada como una de las fuentes clásicas para la historia de las cortes alemanas antes de 1848. 
Ha sido objeto de diversas rediciones:
- En la década de 1990 por parte de la editorial Kiepenheuer;
- Desde la década de los años 2000 por la editorial alemana Anaconda.

## Descripción
La obra se divide en 48 volúmenes de acuerdo con la siguiente distribución: reino de Prusia (vols. 1-6), Imperio austríaco (vols. 7-17), de la casa de Brunswick (vols. 18-22), de las casas de Baviera, Wurtemberg, Baden y Hesse (vols. 23-27), Sajonia (27-34) y las pequeñas cortes alemanas (vols. 34-48) (incluyendo las casas mediatizadas y cortes episcopales secularizadas alemanas).